# Jehan II d'Allonville de Réclainville
Pour les articles homonymes, voir Allonville (homonymie).
Jehan II d'Allonville de Réclainville, né en 1520] dans le pays chartrain et mort vers 1599[réf. nécessaire], est un chevalier de l'ordre du roi, gouverneur de Chartres, puis de Blois, mais aussi député aux États généraux de 1593 des ligueurs nobles des pays du Centre.
Ennemi à la fois des huguenots, et des ligueurs, Jehan II d'Allonville de Réclainville est, dans ces temps difficiles, souvent et utilement employés par Henri III et Catherine de Médicis.

## Biographie

### Origines et jeunesse
Jehan II d'Allonville de Réclainville est un membre de la Famille d'Allonville. Il est le fils de Nicolas II d'Allonville de Réclainville (1500-1553), écuyer et seigneur de Réclainville et du Grand Coudray (de 1532 à 1553).
Jehan II d'Allonville est seigneur de Réclainville, du Grand Coudray (1572-1599), de Bierville et de Maisonneuve, dans la Beauce. Il est tout d'abord lieutenant à la compagnie de gendarmes de M. de Fontaine-la-Guyon, puis chevalier de l'Ordre du roi, un des cent gentilshommes de la chambre.[réf. nécessaire]
En 1568, il est nommé par Charles IX, « dont il possède la confiance », pour seconder le seigneur d'Eceuilly, le gouverneur de Chartres. La même année, lors du siège de Chartres mené par Condé, sa « prudente intrépidité contribue puissamment au salut de cette place importante ».

### Lieutenant ou remplaçant du gouverneur de Chartres

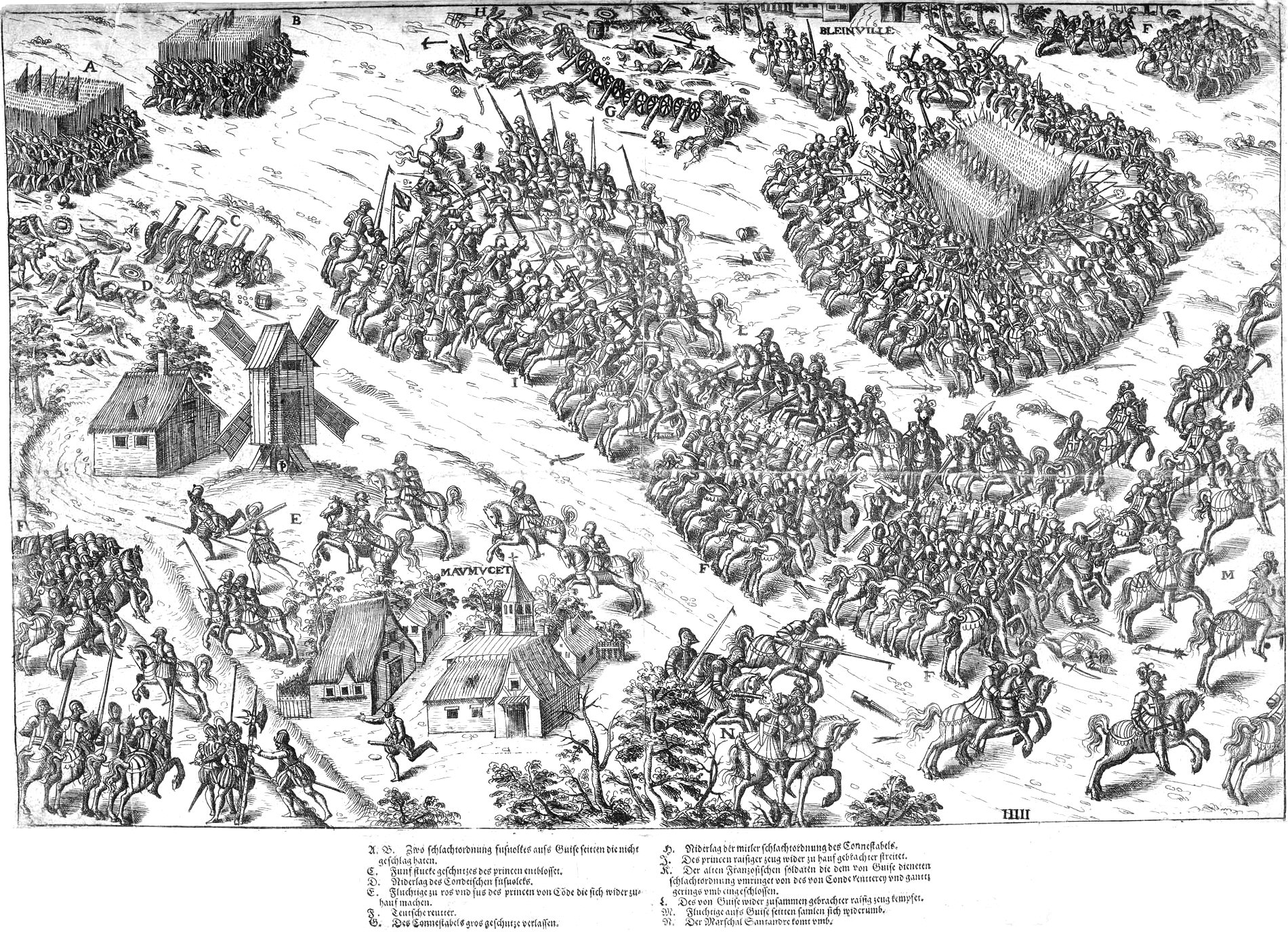
Bataille de Dreux en 1562.

Jehan II d'Allonville de Réclainville est nommé, en  1582, gouverneur intérimaire de Chartres, pendant l'absence de François-René d'Escoubleau de Sourdis (occupent le poste depuis septembre 1574,,), envoyé en Italie. En 1584, il est toujours gouverneur.
Le roi se défie du gouverneur intérimaire de Chartres, qu'il pense entièrement dévoué à la politique des Guise ; sous prétexte que la garnison n'est pas suffisante pour garder une place aussi grande et aussi menacée, il dépêche, le 3 novembre 1587, avec sa compagnie, M. de Pougny, de la famille d'Angennes, chevalier de l'ordre du roi, et capitaine de 50 lances des  ordonnances.[réf. nécessaire]
Henri III veut que ce seigneur partage le commandement avec Réclainville. Mais ce dernier ne consent pas à souscrire à un pareil partage. Sur son invitation, la Chambre municipale de Chartres fait observer à Henri III, qu'il est à craindre que deux gouverneurs égaux en dignité ne soient pas d'accord ensemble et qu'il semble plus convenable de laisser Jehan II d'Allonville de Réclainville seul en possession de la charge, en raison de la grande concorde qui existe entre lui et les habitants.[réf. nécessaire]
Le roi n'insiste pas, mais pour reléguer Réclainville au second rang, il donne ordre à François-René d'Escoubleau de Sourdis, gouverneur titulaire, d'aller regagner sur-le-champ son poste. La défiance du roi se manifeste à la même époque en nommant le lieutenant-général François Chouayne, en méprisant l’avis des échevins, qu’il craint manipulés pas Réclainville.[réf. nécessaire]
Sans doute Jehan II d'Allonville de Réclainville est déjà acquis aux ligueurs, puisqu'on le voit refuser au roi d'user de son influence et de faire élire aux États généraux de 1588-1589, Jacques d'Angennes, sieur de Maintenon, dont le frère est protestant.[réf. nécessaire] Le sieur de Maintenon était capitaine des gardes du roi sous Charles IX. Réclainville est en famille ou ami avec une bonne partie des nobles beaucerons, donc il connaît bien leur état d’esprit. Il dit au roi qu'un député aux États devant tenir pour la religion catholique contre la nouvelle, il n'y avait pas apparence qu'il se portât pour les catholiques, puisqu'il supportait les huguenots ; que voilà pourquoi l'on ne pouvait faire choix de sa personne pour député aux États[réf. incomplète].

### Gouverneur de Chartres (1588)
Le Conseil du roi envoie Réclainville prévenir les ducs de Guise, mais ce gentilhomme beauceron étant bègue manque de l’éloquence pour convaincre ces princes.[évasif]
Après l'assassinat des ducs de Guise (23 décembre 1588), soit qu'il est indigné du crime commis, soit, comme l'insinuera Pierre Victor Palma Cayet, soit qu'il veuille comme d'autres lieutenants-gouverneurs profiter de l'occasion pour supplanter son chef, Jehan II d'Allonville de Réclainville jure et fait jurer la sainte union à la ville de Chartres, dont il devient gouverneur. Il décide d’organiser la place forte contre les troupes réunies des deux rois de France et de Navarre[réf. incomplète].
Sur la demande des Chartrains, il reçoit du duc de Mayenne, Charles de Mayenne le gouvernement de la ville. Son premier acte, bien que ligueur, est de sauver un défenseur du roi, François d'Escoubleau de Sourdis[réf. incomplète] que le duc de Mayenne voulait faire décapiter, puis il oblige le reste des habitants à jurer l'union. Réclainville  fait aussi chasser les huguenots de la ville, en fait emprisonner quelques-uns, et se prépare à défendre énergiquement la place contre les troupes d'Henri III.
Le 16 mars, M. de Réclainville adresse à tous les nobles et gentilshommes du pays une circulaire pour les inviter à venir jurer l’Union.
Le gouverneur est autorisé, en cas d'affaires délicates, à ne convoquer au conseil que douze personnes (17 avril et 18 avril).
Le 20 juillet 1589, rend un arrêt contre Jehan II d'Allonville de Réclainville et sa famille, comme coupables de lèse-majesté.[évasif]
Quand Henri III est assassiné, Jean d'Allonville refuse de reconnaître Henri de Béarn comme roi de France.[réf. nécessaire]

### Sous les ordres de Georges Babou de La Bourdaisière (1590)
Cependant, Jehan II d'Allonville de Réclainville trouve à Chartres des ligueurs qui l'accusent de tiédeur et même de trahison. On prétend qu'il a, par négligence, laissé prendre un lieutenant que lui envoyait Mayenne. On lui reproche d'avoir relâché François d'Escoubleau de Sourdis et le baron de Courville auquel il a refusé les pleins pouvoirs soulève le peuple. Il y a contre lui des émeutes, il est même emprisonné par les plus extrémistes des ligueurs, le 15 septembre 1589.[réf. nécessaire]
Il refuse de reprendre le poste de gouverneur et le cède à Georges Babou de La Bourdaisière. Car, selon Réclainville, il ne peut dompter les  mutins sans une forte garnison, ni la recevoir sans incommoder les bourgeois. Son gendre et ses enfants emprisonnés dans la grosse tour sont libérés.

### Le siège de Chartres (1591)
Henri IV  essaie de négocier avec Charles de Mayenne et Réclainville. Celui-ci lui fait porter le message suivant : Mes ancêtres n'ont servi que des rois catholiques, je suivrai leur exemple. Je serais infidèle à ma religion si je reconnaissais pour souverain un prince non catholique[réf. incomplète].
Henri IV met le siège devant Chartres le 15 février 1591.
Les troupes régulières et les six compagnies de la milice bourgeoise forment un effectif de 3 500 hommes de pied et de 300 chevaux, environ. Mais toute la population, accrue d'un grand nombre de paysans réfugiés, travaille aux fortifications et aux brèches.
Le 2 février, Réclainville, commandant au rempart de la porte Saint-Jean, est « blessé d'une pierre que la boule d'une artillerie lui fait voler contre la tête, dont il fust longtemps entre les mains des barbiers, mays enfin grâces à Dieu il en guérit »[réf. incomplète].
La ville se rend en avril 1591, et d'Allonville est un de ceux qui protestent contre cette capitulation sans conditions acceptables. Engagé par serment avec ses autres défenseurs à mourir pour leur religion, disant que : la couronne de France n'appartenait qu'à un roi catholique; que s'il (Henri IV) avait eu cette qualité, on lui aurait porté les clefs de la ville, comme au légitime prince. Jean d'Allonville décide donc de refuser de signer.

### Gouverneur de Blois (1592)
D’Allonville est gouverneur de Blois, pour la Ligue. Henri IV essaie de l'acheter : Aujourd'hui, répond-il, le roi est catholique, je lui dois obéissance et service de sujet, comme j'ai dû le lui refuser avant sa conversion. Ce service n'est pas de nature à être ni vendu, ni acheté. C'est la paraphrase assez laborieuse du mot célèbre de Lhuillier, le prévôt des marchands de Paris, au gouverneur Brissac : Rendre et non pas vendre.
La ville de Blois n'a jamais été ligueuse, et Henri IV y entre avec apparat, cinq mois avant son abjuration, le 19 février 1593. Henri IV abjure solennellement le protestantisme, le 25 juillet 1593 en la basilique Saint-Denis.

### Député de la noblesse aux États généraux de 1593
La nouvelle de la convocation des États de la Ligue à Paris, sous la présidence du duc de Mayenne, Charles de Mayenne, fait revenir Henri IV à Chartres, le 13 décembre 1592, avec ses principaux conseillers. Le but avoué de l'assemblée ligueuse est de procéder à l'élection d'un roi catholique.
Le 19 janvier 1593, Jehan II d'Allonville de Réclainville, qui est encore gouverneur de Blois est désigné député aux États généraux de 1593 de la Ligue nobiliaire des pays du Centre : Anjou, Touraine, Maine, pays Chartrain etc. des nobles qui s'étaient réfugiés à Orléans. Son cousin, François II d'Allonville d'Oysonville, avait déjà été député de la noblesse aux précédentes convocation des États généraux. Il est admis aux États le 25 mai 1593. Entre sa désignation et son admission, la ville de Blois s’est ralliée à Henri IV.[réf. nécessaire]

### La fin de sa vie
La fin de la vie de Jehan II d'Allonville de Réclainville est plus calme. Il se retire au milieu de ses terres. Il jouit d'une haute considération dans le royaume acquise par de longs services. Il termine sa carrière dans un âge très avancé[réf. incomplète].

### Sa descendance
Jehan II d'Allonville se marie par contrat du 5 novembre 1560 à Marie de Mesmes (1540-1631), fille de Philippe, seigneur de Marolles et Madeleine Bertholle. Marie est née au château de Marolles. Elle survivra de longues années après le décès de son mari et elle sera inhumée le 6 avril 1631 dans l'église de Gommerville, devant l'autel Saint-Claude et Saint-Fiacre.
Jehan II d'Allonville de Réclainville et Marie de Mesmes ont trois enfants :
- Louis d'Allonville de Réclainville (1561-1617), chevalier, seigneur de Réclainville, vivant en 1615[22].

- Charlotte d’Allonville (1562-1590), se marie avec Jehan de Gombert, conseiller à la Cour du Parlement de Paris[22].

- Adrien d’Allonville, (1567-1617), fils cadet, écuyer, seigneur de Bierville, en 1597. Il se marie avec Madeleine de Maillard[22].

### Sources et bibliographie
: document utilisé comme source pour la rédaction de cet article.
- Charles Brainne, J. Debarbouiller et Charles Ferdinand Lapierre, « Jean d'Allonville, seigneur de Réclainville », dans Les Hommes illustres de l'Orléanais: biographie générale des trois départements du Loiret, d'Eure-et-Loir et de Loir-et-Cher, t. 2, A. Gatineau, 1852 (lire en ligne). .
- Eugène-Louis-Ernest de Buchère de Lépinois, Histoire de Chartres, t. 2, Garnier, 1858 (lire en ligne). .
- Roger Durand, « Famille Dallonville (ou D'Allonville) », Mémoires et documents publiés par la Société archéologique de Rambouillet, no 21,‎ 1910 (lire en ligne, consulté le 11 juillet 2020).